# Нестеренко, Лада Станиславовна
Лада Станиславовна Нестеренко (укр. Лада Станіславівна Нестеренко, род. 3 августа 1976, Киев) — украинская лыжница, участница Олимпийских игр в Ванкувере. Специализировалась в дистанционных гонках.

## Карьера
В Кубке мира Нестеренко дебютировала в январе 2000 года, в декабре 2004 года первый раз попала в тридцатку лучших на этапе Кубка мира, в эстафете. Всего имеет на своём счету 11 попаданий в тридцатку лучших на этапах Кубка мира, 5 в личных и 6 в командных гонках. Лучшим достижением Нестеренко в общем итоговом зачёте Кубка мира является 87-е место в сезоне 2010/11.
На Олимпиаде-2010 в Ванкувере, стартовала в двух гонках: 10 км коньком — 56-е место, масс-старт 30 км классикой — 43-е место.
За свою карьеру принимала участие в шести чемпионатах мира, лучший результат 7-е место в масс-старте на 30 км классикой на чемпионате-2007 в японском Саппоро.
Использовала лыжи производства фирмы Madshus, ботинки и крепления Rottefella.
Участвовала в Зимних Паралимпийских играх в Сочи в 2014-м году в качестве гида для слабо видящей Оксаны Шишковой, выступавшей в биатлоне и лыжных гонках.
Награждена орденом княгини Ольги III степени.